# Ніколаєвський сільський округ (Астраханський район)
Нікола́євський сільський округ (каз. Николаев ауылдық округі, рос. Николаевский сельский округ) — адміністративна одиниця у складі Астраханського району Акмолинської області Казахстану. Адміністративний центр — село Петровка.
Населення — 1232 особи (2021; 1638 у 2009, 1793 у 1999, 2170 у 1989).
Станом на 1989 рік існували Ніколаєвська сільська рада (села Джамбул, Орнек, Петровка) та Новочеркаська сільська рада (села Новочеркаське, Приішимка, Ундрус). 1993 року вони утворили Ніколаєвський сільський округ. Пізніше з його складу був виділений Новочеркаський сільський округ.

## Склад
До складу округу входять такі населені пункти:
| Населений пункт | Колишні назви | Населення, осіб (1989) | Населення, осіб (1999) | Населення, осіб (2009) | Населення, осіб (2021) |
| --------------- | ------------- | ---------------------- | ---------------------- | ---------------------- | ---------------------- |
| Жамбил, село    | Джамбул       | 635                    | 419                    | 340                    | 313                    |
| Орнек, село     | -             | 221                    | 184                    | 168                    | 118                    |
| Петровка, село  | -             | 1314                   | 1190                   | 1130                   | 801                    |